# Cratyna exteria
Cratyna exteria är en tvåvingeart som beskrevs av Werner Mohrig 2003. Cratyna exteria ingår i släktet Cratyna och familjen sorgmyggor.
Artens utbredningsområde är Costa Rica. Inga underarter finns listade i Catalogue of Life.